# Chorschranke
Chorschranken wurden in großen mittelalterlichen Kirchen errichtet, um deren für Laien zugänglichen Teile vom Chorraum (Altarraum) abzutrennen, der den liturgischen Handlungen und den Klerikern vorbehalten war. In Form von übermannshohen Wänden oder Gittern schließen diese Schranken den Altarraum seitlich, oft auch rückwärtig gegen das Seitenschiff oder den Chorumgang ab. Wo der Chor sich über einer Krypta erhebt, stehen seine Wände auf deren Umfassungsmauern. Zum Langhaus hin können die Chorschranken sich in Gestalt eines Lettners fortsetzen.

## Begriffliche Abgrenzung
Der Lettner, ein nur noch selten erhaltenes Bauteil, hat die Form einer brückenartigen, begehbaren, ebenfalls hoch aufragenden Bühne.
Eine entwicklungsgeschichtlich, funktional und  gestalterisch ganz andere Form der Abtrennung zeigen die optisch offeneren Altarschranken oder Kommunionbänke, die nur aus einer halbhohen Brüstung bestehen.
Von Chorschranken zu unterscheiden ist ferner die Schola cantorum, die in einigen mittelalterlichen Kirchen in der Stadt Rom erhalten ist. Sie befindet sich im Mittelschiff der Kirche und war der Ort für den Sängerchor beim Gottesdienst.
In der Ostkirche ist die Abtrennung des Sanktuariums von der Laienkirche durch die Bilderwand der Ikonostase von jeher und bis heute üblich.

## Geschichte
Steinerne Chorschranken sind eine fast ausschließlich mittelalterliche Erscheinung. Einen der frühesten Belege bietet der karolingische St. Galler Klosterplan. Seit dem 12. Jahrhundert haben sich vermehrt Beispiele erhalten. Nach außen hin sind Chorschranken oft mit Blendarkaden geschmückt während sich auf der Innenseite die in der Regel aus Holz gefertigten Chorgestühle anlehnten. Auch für Bilderzyklen boten die vom Umgang aus sichtbaren Wände einen geeigneten Platz. Während Wandmalereien meist verloren sind, blieben einige bedeutende Skulpturenfolgen aus romanischer Zeit erhalten: Die Gustorfer Chorschranken, um  1150, sind ein Hauptwerk der romanischen Skulptur des Rheinlandes.

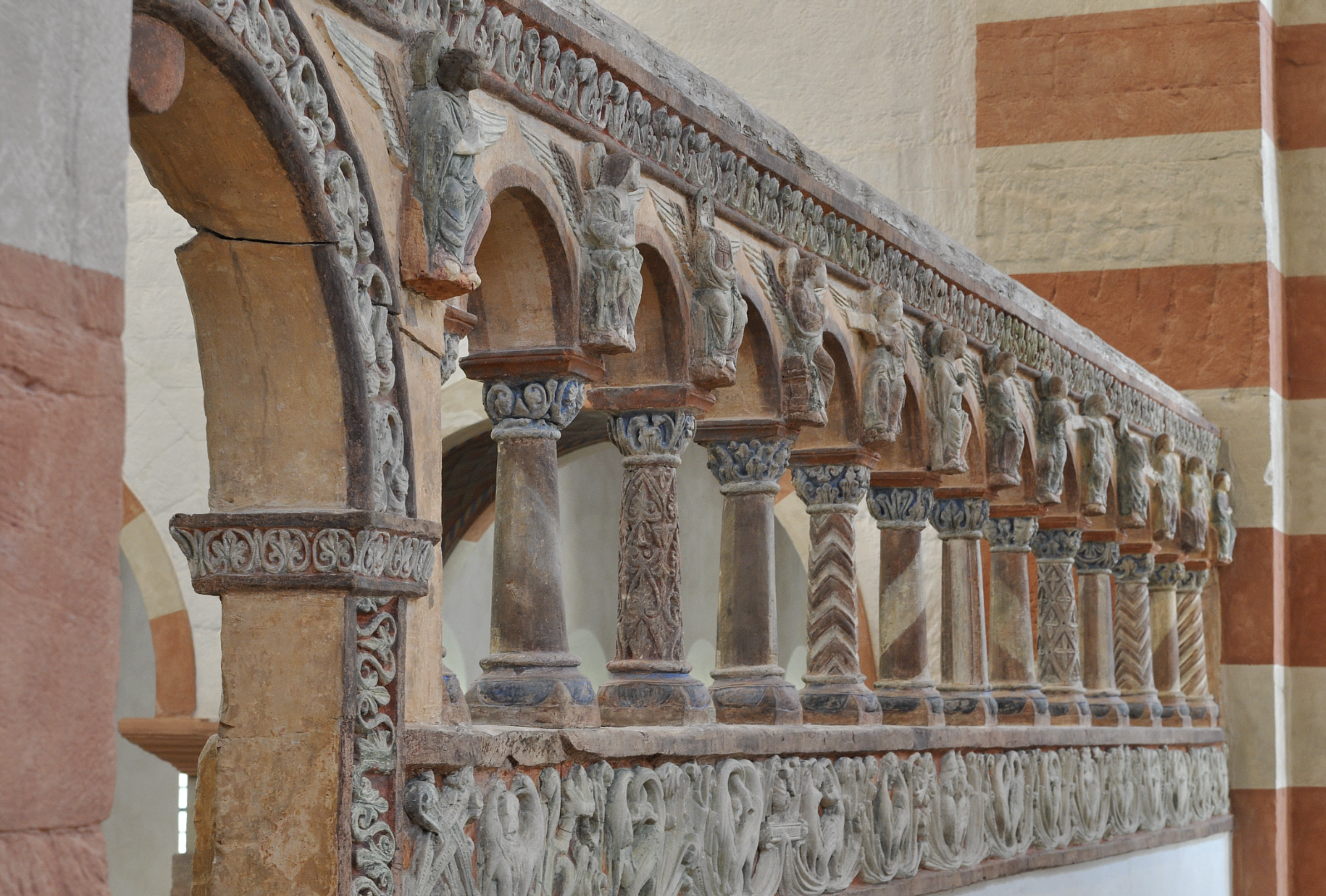
Hildesheim, St. Michael, Engelschorschranke

Die Engelschorschranke in Hildesheim, um 1195, hat die Form einer arkadenartig durchbrochenen Wand und ist mit Engelsfiguren aus Stuck geschmückt. Um 1210 entstand die Apostelreihe der spätromanischen Halberstädter Chorschranken, 10 oder 20 Jahre später die an der Ostchorschranke des Bamberger Doms.

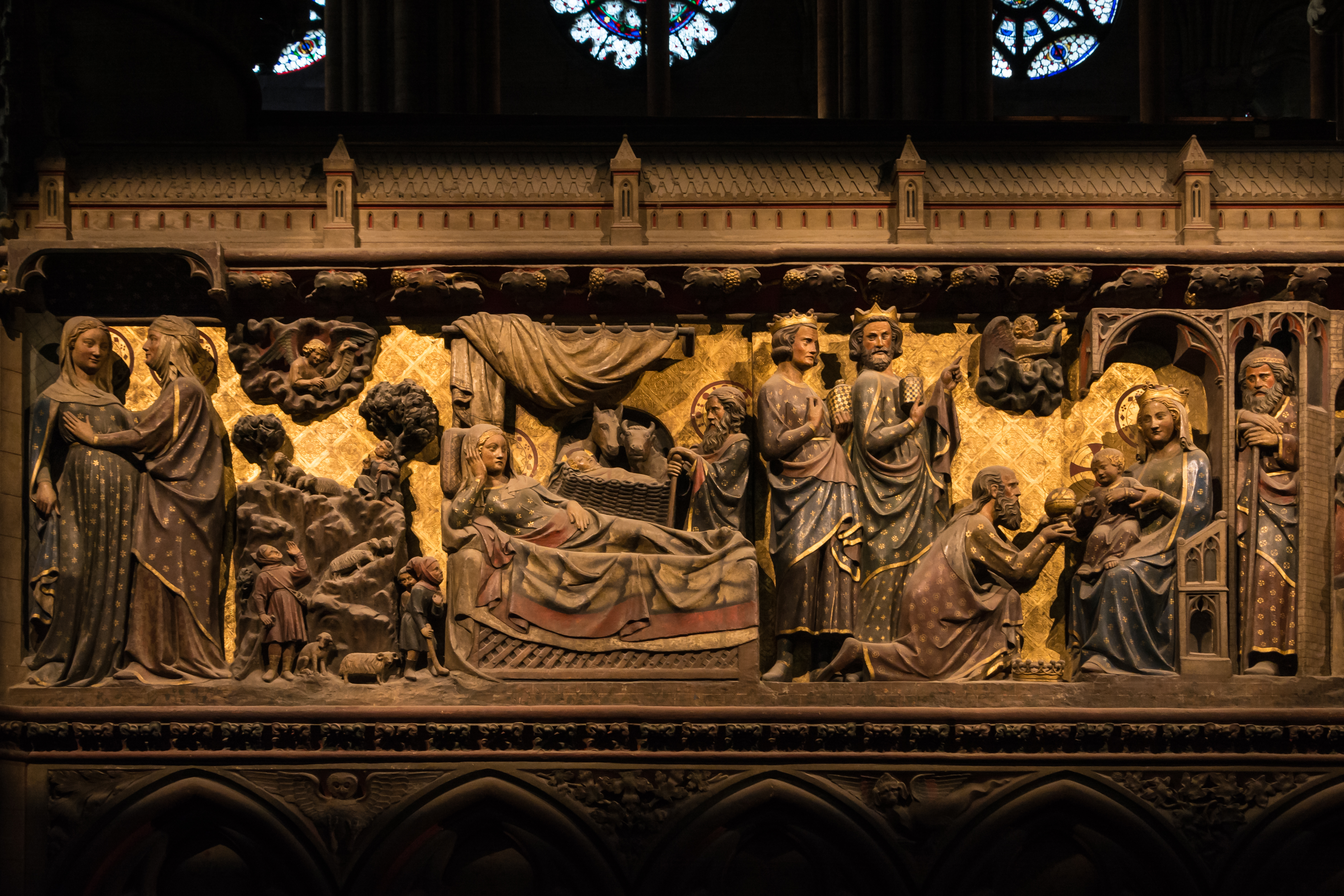
Paris, Notre-Dame, Einzelfeld der nördlichen Chorschranke: Szenen aus dem Marienleben

Gotische Chorschranken weisen gelegentlich szenische Reliefs auf (Notre-Dame in Paris, um 1300–1350; Havelberger Dom, um 1400). Der umfangreicher werdende Klerus an den bürgerlichen Pfarrkirchen reicher deutscher Städte führte dazu, dass von Chorschranken umschlossene Chöre nicht auf Dom-, Stifts- und Klosterkirchen beschränkt blieben. Doch ist  eine Tendenz zur Auflösung der Chorschrankenwände in offene, aus Maßwerk geformten Bildungen zu beobachten.
Mit der Renaissance tritt denn auch das geschmiedete Chorgitter an die Stelle von Chorschranken und Lettner, vor allem, seit in der Zeit der Gegenreformation die Gläubigen stärker an der heiligen Messe Anteil nehmen und mit einer prunkvollen Ausgestaltung der Liturgie beeindruckt werden sollten.

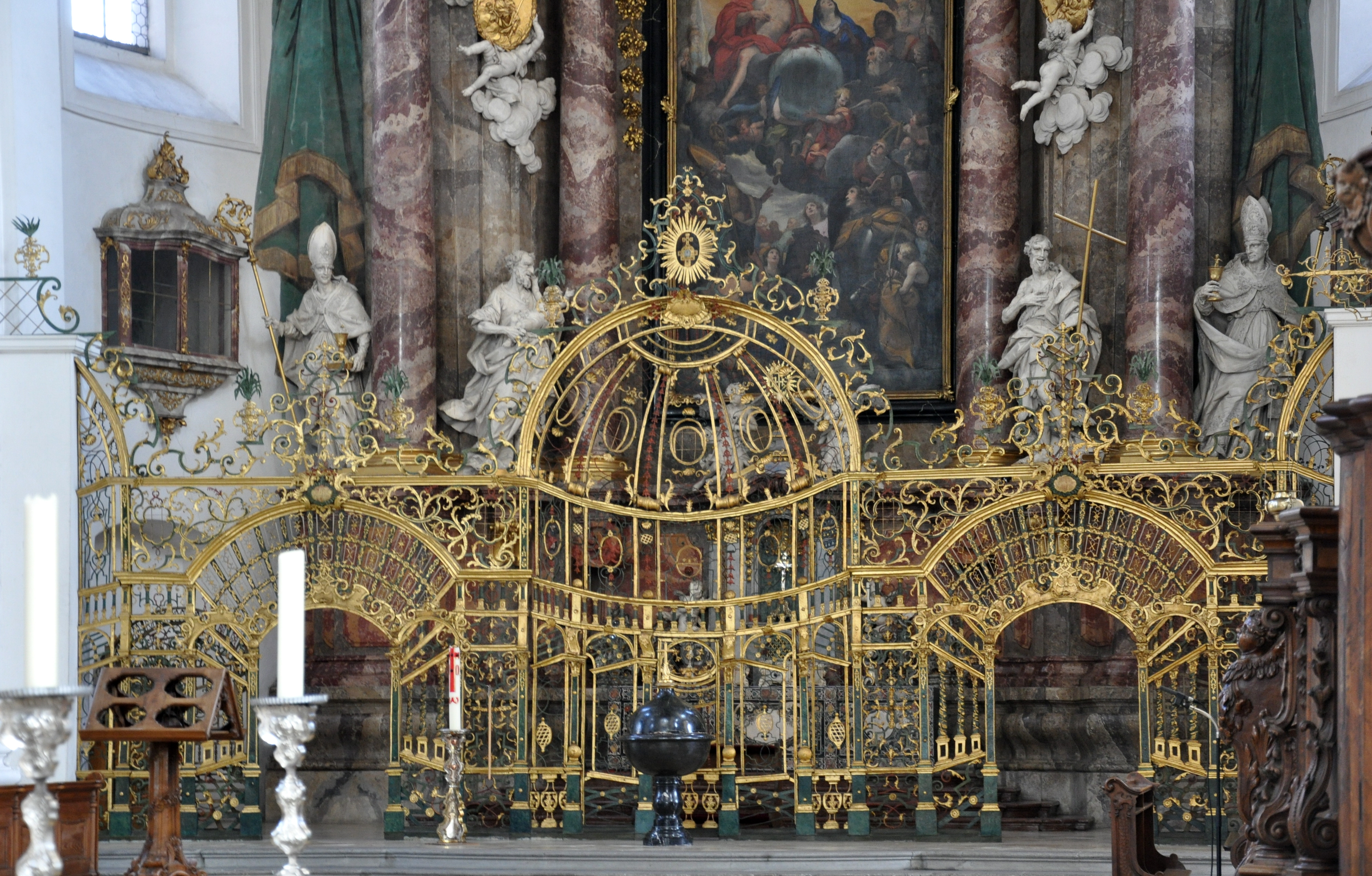
Perspektivisches Chorgitter, Weingarten, St. Martin, 1738

Manche Gitter spielen mit perspektivischen Effekten (Luzern, 1644; Weingarten, 1738). Einen Höhepunkt erreicht diese Manier in der ersten Hälfte des 18. Jahrhunderts. Später wurden Chorgitter oft in den Eingangsbereich der Kirchen versetzt, um das Kircheninventar vor Raub und Vandalismus zu schützen.

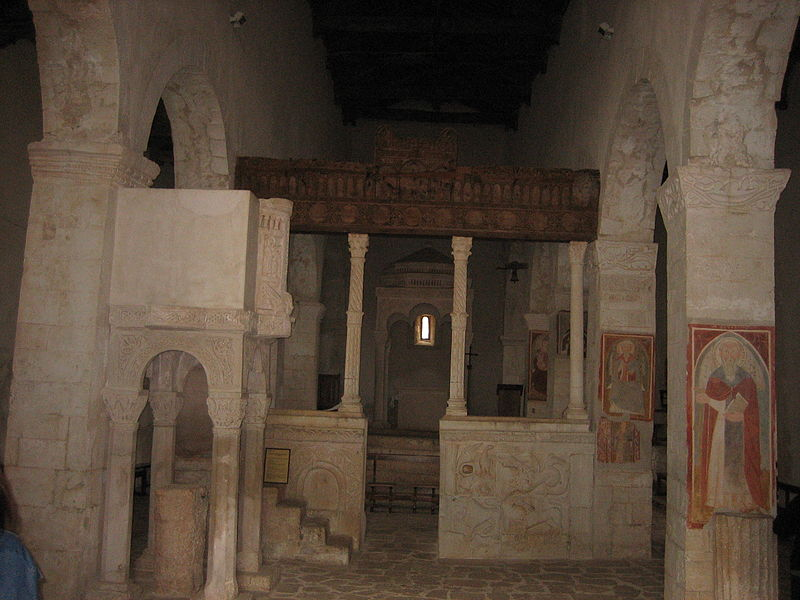
Chorschranke der Kirche Santa Maria in Valle Porclaneta (Abruzzen) (um 1050)
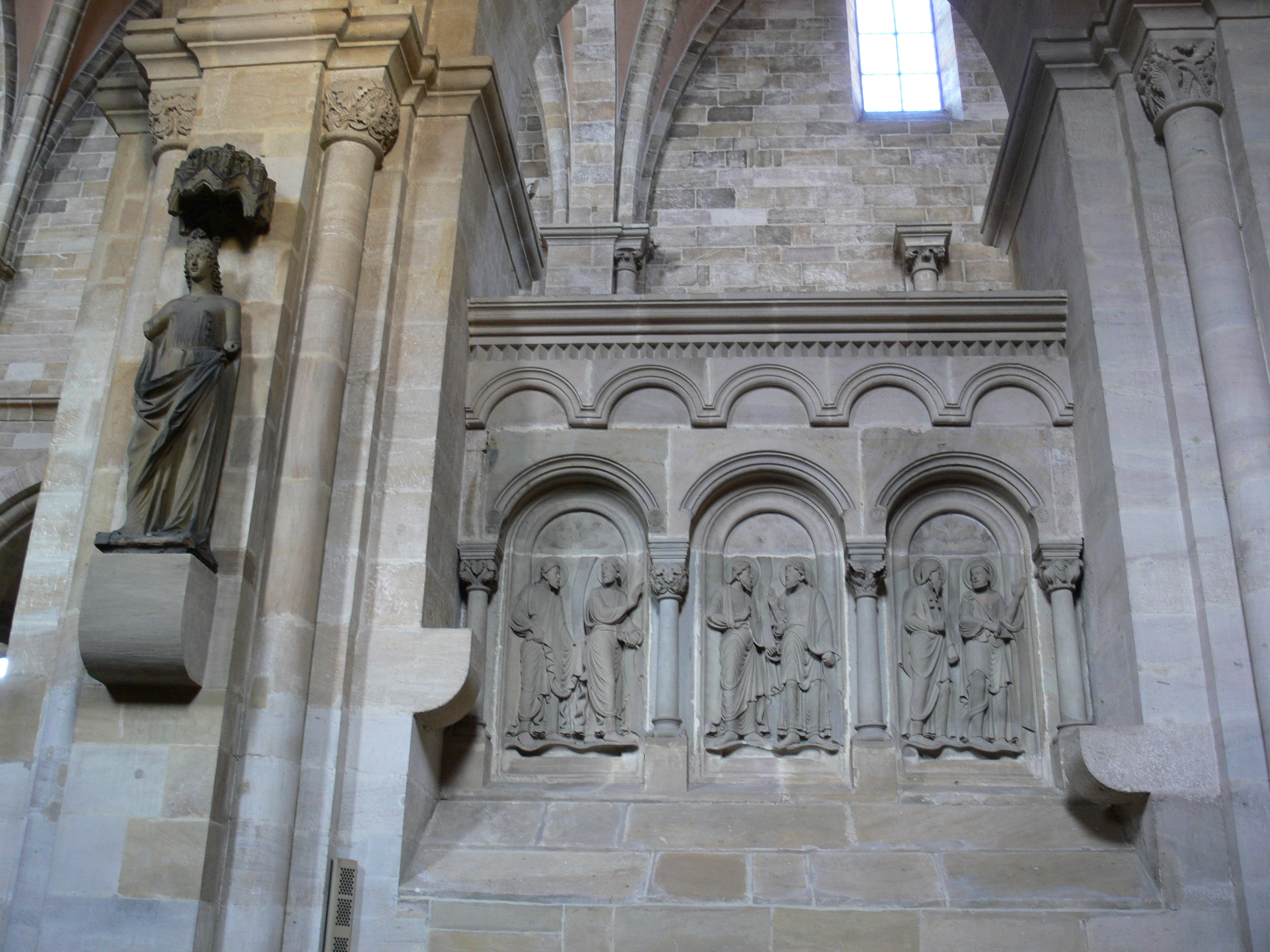
Ostchorschranke, Bamberger Dom
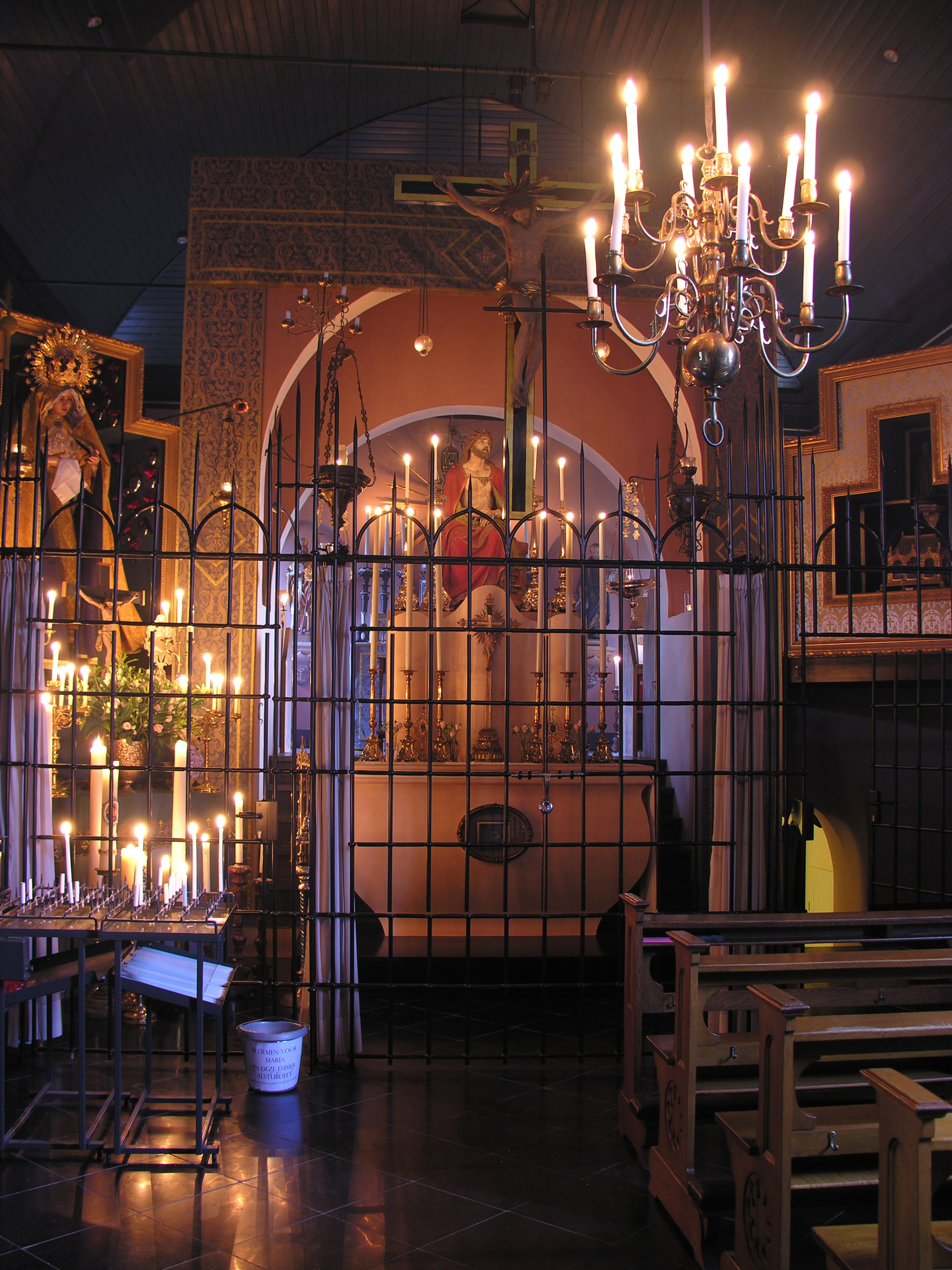
Chorgitter in Warfhuizen
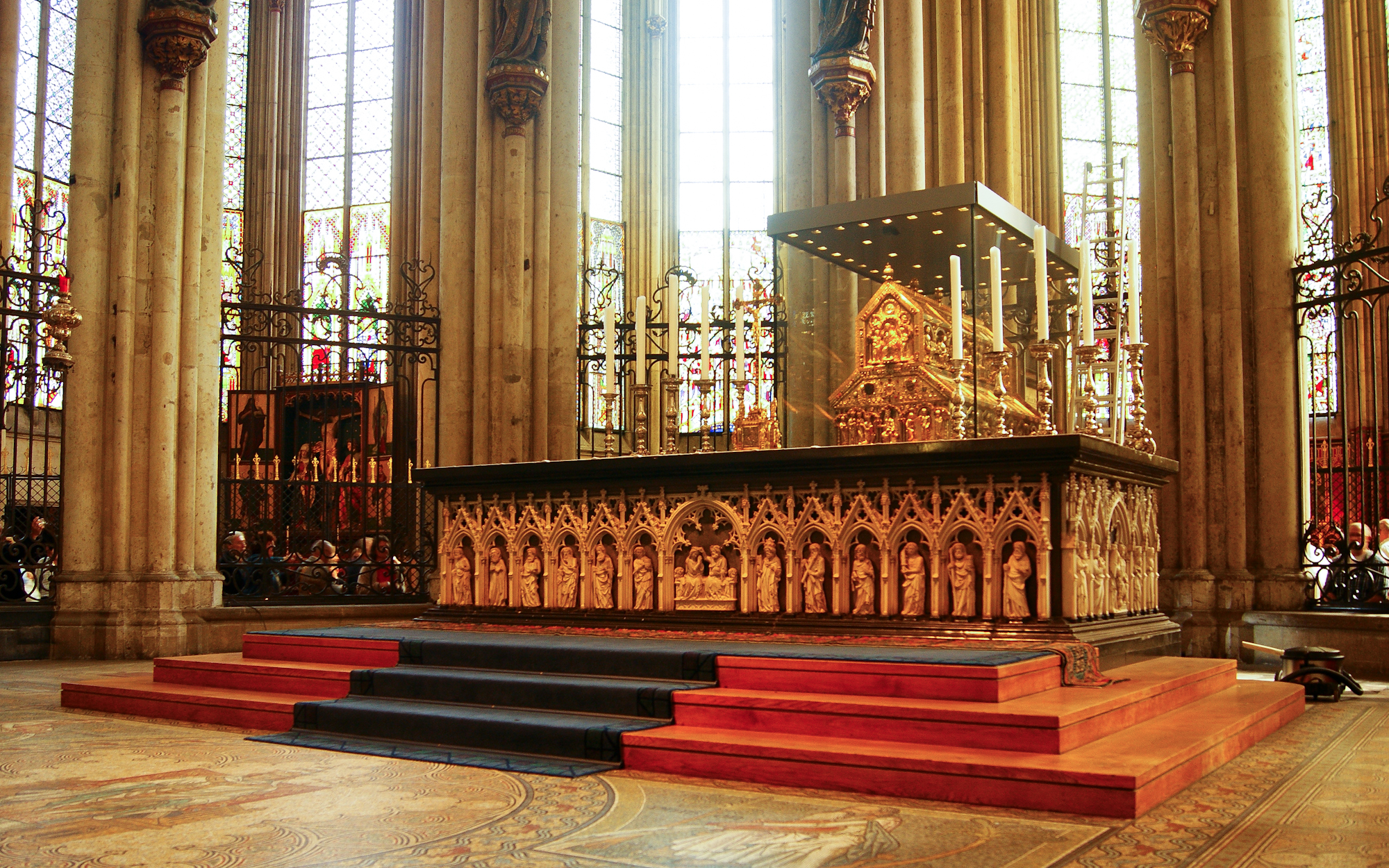
Chorgitter im Kölner Dom
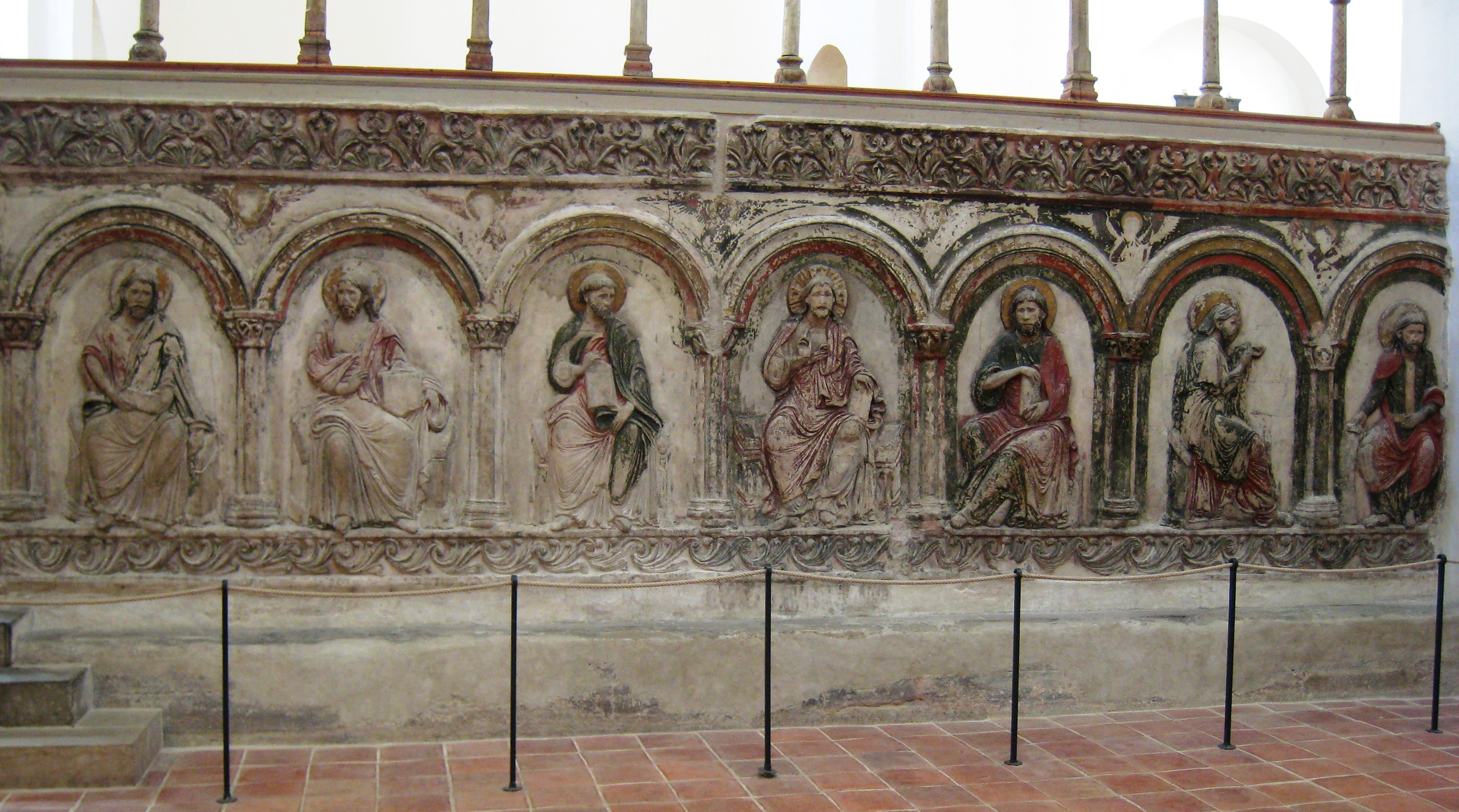
Halberstadt, Liebfrauenkirche, nördliche Chorschranke